# قمع الناخبين في الولايات المتحدة
يرتبط قمع الناخبين في الولايات المتحدة بالمزاعم المتعلقة بالجهود المختلفة القانونية وغير القانونية التي تُستخدم لمنع الناخبين المؤهلين للتصويت من ممارسة هذا الحق. تتنوع مساعي قمع الناخبين باختلاف الولاية والحكومة المحلية والدائرة الانتخابية والانتخابات.

## أساليب

### إقصاء قوائم الناخبين
أزيل أكثر من 98,000 ناخب مسجل في قائمة الناخبين في جورجيا بسبب تفاوت معلومات الهوية الشخصية الخاصة بهم على الكمبيوتر في عام 2008. أُجبر نحو 4,500 ناخب على إثبات جنسيته لاستعادة حقّه في التصويت. وفي حي بروكلين في مدينة نيويورك، أزيل أكثر من 120,000 ناخب من القوائم بين نوفمبر من عام 2015 وأوائل عام 2016. حيث صرّح المسؤولون بأن عملية الإقصاء هذه حدثت عن طريق الخطأ وبأن هؤلاء الأشخاص يمثّلون «شريحة واسعة» من الناخبين. ومع ذلك، وجدت تحليلات إذاعة نيويورك العامة أن المناطق ذات الأغلبية اللاتينية الأمريكية هي المتضرر الأكبر من هذا الإقصاء غير المتناسب. أعلن مجلس الاقتراع بأنه سيعيد إدراج جميع الناخبين قبل انتخابات الكونغرس الأولية لعام 2016. بعد ذلك، علّق مجلس الاقتراع تعيين الجمهوريين بعد عملية الإقصاء، إلا أنهم أبقوا على النظير الديمقراطي.

### القيود على التصويت المبكر والغيابي
أثّرت استقطاعات التصويت المبكر بشكل غير متكافئ على الناخبين الأمريكيين الأفريقيين، حيث كانت نسبتهم في التصويت المبكر أعلى من الناخبين البيض. في عام 2016 في أوهايو، وصلت نسبة الناخبين الأمريكيين الأفريقيين إلى ضعف نسبة الناخبين البيض في التصويت المبكر. طلب المشرّعون الجمهوريون في ولاية كارولينا الشمالية بيانات ممارسات التصويت المختلفة مصنّفةً وفقاً للعرق. ثم أقرّوا بعدها قوانين غير متكافئة لتقييد التصويت والتسجيل للناخبين الأمريكيين الأفريقيين، بما في ذلك بعض الاستقطاعات للتصويت المبكر.

### إخفاء الحقائق المتعلّقة بإجراءات التصويت
قد يُعطى الناخبون معلومات مضلّلة حول مواعيد وآلية التصويت ما يقودهم إلى الفشل في الإدلاء بأصواتهم. على سبيل المثال، أرسلت منظمة «الازدهار الأمريكي» (منظمة محافظة وداعمة للمرشحين الجمهوريين) رسالة بريدية للعديد من الناخبين الديمقراطيين، تحتوي الرسالة على مهلة زمنية غير صحيحة للتصويت الغيابي في انتخابات العزل لمجلس شيوخ ولاية ويسكونسن لعام 2011. لم تُحتسب أصوات الناخبين الذين انتظروا الموعد النهائي في إرسال أصواتهم، لكنّ المنظمة صرّحت بأن الأمر كان مجرد خطأ مطبعي.

### قوائم الاستبعاد
استخدمت الأحزاب السياسية قوائم الاستبعاد للتخلّص من الناخبين المحتملين المسجلين لدى الأحزاب السياسية الأخرى. حيث يرسل حزب سياسي بريداً مسجلاً إلى عناوين الناخبين المسجلين، فإن أُرجع البريد بحجة تعذّر تسليمه، تستخدم المنظمة البريدية هذا الأمر للطعن في التسجيل بحجة الاحتيال لتعذّر الوصول إلى عنوان الناخب.

## أمثلة تاريخية

### الانتخابات الرئاسية لعام 2008
كشفت صحيفة «نيويورك تايمز» في إحدى مراجعاتها عن بعض الإجراءات غير القانونية التي أدت إلى استبعاد الناخبين على نطاق واسع.
أسفر الخلاف القائم بين مفوّض إدارة الضمان الاجتماعي والرابطة الوطنية لوزراء الخارجية المتعلّق باستخدام قاعدة بيانات الضمان الاجتماعي لاختبار شرعية الناخبين عن إغلاق قاعدة البيانات خلال عطلة نهاية الأسبوع في يوم كولمبوس.

### ميشيغان
في 16 سبتمبر من عام 2008، أعلن محامو المرشح الديمقراطي للرئاسة حينها باراك أوباما عن اعتزامهم الحصول على أمر قضائي لوقف خطة مزعومة للإقصاء في ميشيغان. قيل إن الحزب الجمهوري في الولاية استخدم قوائم رهن المنازل للطعن في الناخبين الذين استخدموا منازلهم المرهونة كعناوين رئيسية لهم في صناديق الاقتراع. وصف مسؤولو الحزب الجمهوري هذه الدعوى بأنها «يائسة». أمرت إحدى محاكم الاستئناف الاتحادية بإعادة 5,500 ناخب طردته الولاية بطريقة خاطئة من قوائم الناخبين.

### مينيسوتا
قيل إن أغلبية المحافظين غير الربحيين في مينيسوتا أجروا مكالمات هاتفية زاعمين أن وزير خارجية مينيسوتا لديه مخاوف بشأن شرعية تسجيل الناخبين. أُحيلوا بعدها إلى مكتب محاماة مقاطعة رامسي.

### ويسكونسن
سعى الحزب الجمهوري إلى إقصاء جميع الناخبين في مدينة ميلواكي ذات الأغلبية الديمقراطية والبالغ عددهم 60,000 ناخب مسجل منذ 1 يناير من عام 2006 من قوائم الناخبين. رفضت لجنة ميلواكي الانتخابية هذه الطلبات على الرغم من تصويت المفوّض الجمهوري بوب سبيندل لصالح الإقصاء.

### جدل التصويت المبكر في ولاية ماريلاند في عام 2015
في مقاطعة مونتغمري في ولاية ماريلاند، خطط الجمهوريون لنقل موقعين من مواقع التصويت المبكر من بيثيسدا وبورتونسفيل المكتظتين بالسكان إلى مناطق تحتوي على كثافة سكانية أقل في بروكفيل وبوتوماك. زعم الجمهوريون أن هدفهم هو الوصول إلى المزيد من «التنوع الجغرافي»، إلا أن الديموقراطيين اتهموهم بمحاولة قمع التصويت. يحتوي موقع بورتونسفيل على أكبر عدد ناخبين من الأقليات مقارنة بجميع مواقع التصويت المبكر في المقاطعة، بينما تحتوي المواقع الجديدة على ناخبين أكثر تأييداً للجمهوريين وتفتقر إلى عدد كبير من الناخبين الأقليات.

### الانتخابات الرئاسية لعام 2016
تعتبر الانتخابات الرئاسية لعام 2016 أول انتخابات رئاسية دون أي حماية لقانون حق التصويت العام الأصلي منذ 50 عاماً. حيث وضعت 14 ولاية قيود تصويت جديدة، بما في ذلك الولايات المتأرجحة مثل فيرجينيا وويسكونسن.

#### كنساس
في أوائل عام 2016، ألغى أحد القضاة في الولاية قانوناً يُلزم الناخبين بإظهار إثبات الجنسية في الحالات التي يستخدم فيها الناخبون نموذج تسجيل الناخبين الوطني. وفي شهر مايو، أمر أحد القضاة الاتحاديين الولاية بالبدء في تسجيل 18,000 ناخب متأخر عن التسجيل لعدم إظهارهم لإثبات الجنسية. كما أمر وزير خارجية كنساس كريس كوباتش بتسجيل الناخبين، لكن ليس في انتخابات الولاية والانتخابات المحلية. في شهر يوليو، ألغى أحد قضاة المقاطعة أمر كوباتش، وحوكم مراراً وتكراراً من قبل الاتحاد الأمريكي للحريات المدنية (ACLU) لمحاولته تقييد حقوق التصويت في كنساس.

#### نيويورك
بدأت عملية المراجعة في شهر أبريل من عام 2016، وذلك بعد إزالة 125,000 ناخب في بروكلين من قوائم الناخبين وبعد أن واجه الناخبون صعوبة في الوصول إلى مواقع الاقتراع.

#### شمال داكوتا
أُلغي قانون الهوية في شمال داكوتا، وهو القانون الذي كان سيحرم عدداً كبيراً من الأمريكيين الأصليين من التصويت في شهر يوليو من عام 2016. كتب القاضي أن «الدليل الذي لا جدال فيه يكشف أمام المحكمة عدم صحّة تزوير الناخبين في شمال داكوتا».

#### ويسكونسن
وجد أحد القضاة الاتحاديين في ولاية ويسكونسن أن قانون تحديد هوية الناخبين المقيّد يُظهر «أمثلة حقيقية لحرمان الناخبين من حقهم بالتصويت، ما يقوّض الثقة بالانتخابات بدلاً من تعزيزها لا سيما في مجتمعات الأقليات». نظراً لعدم وجود أي دليل على انتشار انتحال شخصيات الناخبين في الولاية، وجد القاضي أن هذا القانون «علاج أسوأ من المرض ذاته». يحدّ هذا القانون من التصويت المبكر ويطلب من الناس العيش في جناح لمدة 28 يوم على الأقل قبل التصويت، كما يحظر إرسال بطاقات الاقتراع الغيبي عبر البريد الإلكتروني إضافة إلى فرض شروط صارمة على هوية الناخبين. قدّرت إحدى الدراسات التي أجرتها المنظمة الدفاعية التقدّمية «أولويات الولايات المتحدة الأمريكية» أن قوانين الهوية الصارمة في ولاية ويسكونسن أدت إلى انخفاض كبير في عدد الناخبين المقبلين على الانتخابات في عام 2016، كما أن لهذا القانون تأثير غير متكافئ على الناخبين الأمريكيين الأفريقيين والناخبين الديمقراطيين.

### 2017- 2018

#### إنديانا
أصدرت ولاية إنديانا قانوناً يسمح للدولة بإقصاء الناخبين من اللوائح دون علمهم في عام 2017، وذلك بناءً على معلومات نظام التدقيق الترافقي المثير للجدل. رفعت الجمعية الوطنية للنهوض بالملونين ورابطة الناخبات دعوى قضائية اتحادية ضد وزيرة خارجية إنديانا كوني لاوسون بهدف إيقاف عمليات الإقصاء. في يونيو من عام 2018، حكم أحد القضاء الاتحاديين بانتهاك هذا التشريع للقانون الوطني لتسجيل الناخبين.

#### شمال داكوتا
في شهر سبتمبر، نقضت إحدى محاكم استئناف الدائرة الاتحادية حكماً سابقاً يُلغي قانوناً يُلزم الناخبين بامتلاك عنوان شارع سكني. رفضت المحكمة العليا للولايات المتحدة النظر في القضية.

#### أوهايو
في فبراير من عام 2017، طلب وزير خارجية أوهايو الجمهوري جون أ. هوستيد من المحكمة العليا للولايات المتحدة مراجعة قرار محكمة الاستئناف الذي منع الدولة من إقصاء الناخبين غير المنتظمين من القوائم. قُبلت القضية واستُمع إلى الحجج الشفوية لقضية «هوستيد ضد مؤسسة رودولف» في 8 نوفمبر. أصدرت المحكمة قراراها في 10 يونيو من عام 2018، حيث حكمت (5-4) بأن قانون أوهايو غير منتهك للقوانين الاتحادية.

#### تكساس
اعتبر قانون هوية الناخب في ولاية تكساس قانوناً تمييزياً بشكل متعمد، حيث ينص القانون على تقديم الناخب لرخصة قيادة أو جواز سفر أو بطاقة هوية عسكرية أو تصريح بسلاح. يمكن أن تستعيد وزارة العدل الأمريكية قوانين الانتخابات في الولاية، إلا أن وزارة العدل أعربت عن دعمها لقانون الهوية في تكساس عن طريق وكيل النيابة جيف سيشنز. (اتهمت كوريتا سكوت كينج في عام 1986 سيشنز بمحاولة قمع أصوات السود).